# سباستیان اورتگا
سباستیان اورتگا (اسپانیایی: Sebastián Ortega‎؛ زادهٔ ۱۴ اوت ۱۹۷۳) تهیه‌کننده تلویزیونی، فیلم‌نامه‌نویس و بازیگر اهل آرژانتین است. وی از سال ۲۰۰۱ میلادی تاکنون مشغول فعالیت بوده‌است.
از فیلم‌ها یا مجموعه‌های تلویزیونی که وی در آن‌ها نقش داشته‌است، می‌توان به دانش‌آموختگان اشاره نمود.